# Gunung Tiga (berg i Indonesien, Aceh)
Gunung Tiga är ett berg i Indonesien.   Det ligger i provinsen Aceh, i den västra delen av landet, 1 700 km nordväst om huvudstaden Jakarta. Toppen på Gunung Tiga är 620 meter över havet.
Terrängen runt Gunung Tiga är huvudsakligen kuperad, men österut är den bergig.Runt Gunung Tiga är det mycket glesbefolkat, med 7 invånare per kvadratkilometer. Det finns inga samhällen i närheten. I omgivningarna runt Gunung Tiga växer i huvudsak städsegrön lövskog.